# Les Piliers de la société (Grosz)
Pour les articles homonymes, voir Les Piliers de la société.
Les Piliers de la société – en allemand Stützen der Gesellschaft – est un tableau réalisé par le peintre allemand George Grosz en 1926. Cette huile sur toile représente plusieurs membres de l'élite de la République de Weimar pour en faire la caricature, différentes figures incarnant respectivement les autorités médiatiques, religieuses, militaires, etc. Achetée en 1958, l'œuvre est conservée à la Neue Nationalgalerie, à Berlin.